# Komarov
Komarov(a) je ruski priimek. Znani nosilci:
- Aleksander Komarov (1923–2013), ruski hokejist
- Tatjana Komarova, lektorica ruščine na Filozofski fakulteti v Ljubljani
- Vladimir Leontjevič Komarov (1869–1945), ruski sovjetski botanik, geograf in raziskovalec, 1936-45 predsednik sovjetske akademije znanosti
- Vladimir Mihajlovič Komarov (1927–1967), ruski sovjetski pilot in kozmonavt
- glej tudi priimek Komar